# 앨런 셰퍼드
앨런 바틀릿 셰퍼드 주니어(영어: Alan Bartlett Shepard, Jr., 1923년 11월 18일 ~ 1998년 7월 21일)는 미국 최초의 우주비행사다.
1944년 아나폴리스 해병 학교를 졸업하고 태평양 전쟁에 참전하였다. 1947년 항공 교육을 받고 조종사가 되었다. 1961년 5월 5일 해군 중령으로서 머큐리-레드스톤 3호 로켓에 탑승해 미국 최초의 우주비행사가 되었다. 케네디 대통령으로부터 항공 우주 특별 공로상을 받았다. 1971년 아폴로 14호를 타고 인간으로서는 다섯 번째로 달에 착륙하였다.

## 같이 보기
- 유리 가가린 - 세계 최초, 소련 최초의 우주비행사